# دوري كرة القاعدة الرئيسي 2009
دوري كرة القاعدة الرئيسي 2009 (بالإنجليزية: 2009 Major League Baseball season)‏ هو الموسم 107 من  دوري كرة القاعدة الرئيسي. أقيم خلال الفترة 2009 وحتى 6 نوفمبر 2009، والذي يشرف على تنظيمه دوري كرة القاعدة الرئيسي، وكان عدد الأندية المشاركة فيه  30، وفاز فيه نيويورك يانكيز.